# Liste der Schweizer Meister im Fechten
Die Liste der Schweizer Meister im Fechten führt die Sieger der Wettkämpfe um die Schweizer Meisterschaften (französisch Championnats suisses) im Fechten auf.

## Degen

### Herren Degen
| Jahr | Austragungsort              | Schweizermeister            | Zweiter                       | Dritter                                                |
| ---- | --------------------------- | --------------------------- | ----------------------------- | ------------------------------------------------------ |
| 2011 | Florimont, 29. Jan. 2011    | Max Heinzer (FG Basel)      | Michael Kauter (FC Bern)      | Fabian Kauter (FC Bern) Benjamin Steffen (FG Basel)    |
| 2012 | Biel/Bienne, 14. Jan. 2012  | Fabian Kauter (FC Bern)     | Giacomo Paravicini (FG Basel) | Benjamin Steffen (FG Basel) Peer Borsky (Zürcher FC)   |
| 2013 | Zug, 8. Dez. 2012           | Max Heinzer (FG Basel)      | Fabian Kauter (FC Bern)       | Florian Staub (FG Basel) Lucas Malcotti (SE Sion)      |
| 2014 | Biel/Bienne, 14. April 2014 | Max Heinzer (FG Basel)      | Peer Borsky (Zürcher FC)      | Flurin Gächter (Bieler FC) Georg Kuhn (Zürcher FC)     |
| 2015 | Zug, 19. April 2015         | Benjamin Steffen (FG Basel) | Fabian Kauter (FC Bern)       | Michael Kauter (FC Bern) Lucas Malcotti (SE Sion)      |
| 2016 | Biel/Bienne, 4. Juni 2016   | Lucas Malcotti (SE Sion)    | Philippe Oberson (Basler FC)  | Alexandre Oberson (Basler FC) Florian Staub (FG Basel) |
| 2017 | Zug, 3. Juni 2017           | Benjamin Steffen (FG Basel) | Max Heinzer (FG Basel)        | Nick Hatz (Zürcher FC) Michele Niggeler (LUG Lugano)   |
| 2018 | Biel/Bienne, 28. April 2018 | Lucas Malcotti (SE Sion)    | Alexandre Pittet (Bieler FC)  | Georg Kuhn (Zürcher FC) Gabriel Bonferroni (SE Genève) |
| 2019 | Zug, 8. Juni 2019           | Benjamin Steffen (FG Basel) | Elia Dagani (LUG Lugano)      | Lucas Malcotti (SE Sion) Max Heinzer (FG Basel)        |
| 2022 | Biel/Bienne, 5. Juni 2022   | Alexis Bayard (SES Sion)    | Aurèle Favre (FCB Bern)       | Elia Dagani (LUG Lugano)                               |

### Herren Degen-Mannschaften
| Jahr | Austragungsort              | Mannschaftsmeister                                                           | Zweiter                                                                     | Dritter                                                                     |
| ---- | --------------------------- | ---------------------------------------------------------------------------- | --------------------------------------------------------------------------- | --------------------------------------------------------------------------- |
| 2011 | Florimont, 29. Jan. 2011    | FG BaselMax Heinzer Benjamin Steffen Florian Staub Tobias Messmer            | FC BernFabian Kauter Michael Kauter Vincent Kauter Christoph Adank          | Zürcher FCPeer Borsky Georg Kuhn Luca Sponga Bruce Brunold                  |
| 2012 | Biel/Bienne, 15. Jan. 2012  | FG Basel                                                                     | FC Bern                                                                     | Zürcher FC                                                                  |
| 2013 | Zug, 9. Dez. 2012           | FC Bern                                                                      | FG Basel                                                                    | Basler FCAlexandre Oberson Philippe Oberson Cédric Fink Jérome Schmidlin    |
| 2014 | Biel/Bienne, 14. April 2014 | FG BaselMax Heinzer Benjamin Steffen Giacomo Paravicini Grégory Jeunet-Mancy | Zürcher FCPeer Borsky Georg Kuhn Bruce Brunold Marco Longo                  | LUG Lugano                                                                  |
| 2015 | Zug, 20. April 2015         | FG BaselMax Heinzer Benjamin Steffen Giacomo Paravicini Florian Staub        | Zürcher FCPeer Borsky Georg Kuhn Bruce Brunold Dmitrij Marchukov            | Basler FCAlexandre Oberson Philippe Oberson Jérôme Jeannet Jérome Schmidlin |
| 2016 | Biel/Bienne, 5. Juni 2016   | FG BaselMax Heinzer Benjamin Steffen Bernardo Delarue-Bizzini Florian Staub  | Basler FCAlexandre Oberson Philippe Oberson Jérôme Jeannet Jérome Schmidlin | Zürcher FCPeer Borsky Georg Kuhn Bruce Brunold Dmitrij Marchukov            |
| 2017 | Zug, 4. Juni 2017           | FG BaselMax Heinzer Benjamin Steffen Bernardo Delarue-Bizzini Frederik Weber | Zürcher FCGeorg Kuhn Bruce Brunold Luca Sponga Dmitrij Marchukov            | SE SionLucas Malcotti Alexis Bayard Clément Métrailler David Michellod      |
| 2018 | Biel/Bienne, 29. April 2018 | FG BaselMax Heinzer Benjamin Steffen Bernardo Delarue-Bizzini Frederik Weber | SE SionLucas Malcotti Alexis Bayard Clément Métrailler Paul Allègre         | Zürcher FCGeorg Kuhn Bruce Brunold Luca Sponga Kei Mathis                   |
| 2019 | Zug, 9. Juni 2019           | SE SionLucas Malcotti Alexis Bayard Clément Métrailler Stefan Cerutti        | Bieler FCAlexandre Pittet Charles-Eric Oswald Basil Hoffmann Jordi Soutullo | LUG LuganoMichele Niggeler Elia Dagani Riccardo Abate                       |

### Damen Degen
| Jahr | Austragungsort             | Schweizermeisterin         | Zweite                        | Dritte                                                                   |
| ---- | -------------------------- | -------------------------- | ----------------------------- | ------------------------------------------------------------------------ |
| 2011 | Florimont, 29. Jan. 2011   | Tiffany Géroudet (SE Sion) | Ramona Grindat (FC Bern)      | Amandine Ischer (SE Vevey-Montreux) Angela Krieger (FG Luzern)           |
| 2012 | Biel/Bienne, 15. Jan. 2012 | Tiffany Géroudet (SE Sion) | Anina Hochstrasser (FG Basel) | Lara Imhof (FG Basel) Anna-Katharina Obrecht (FG Basel)                  |
| 2013 | Zug, 9. Dez. 2012          | Laura Stähli (FG Basel)    | Angela Krieger (FG Luzern)    | Anina Hochstrasser (FG Basel) Isabella Tarchini-Ibranya (Lugano Scherma) |

### Damen Degen-Mannschaften
| Jahr | Austragungsort             | Mannschaftsmeisterinnen                                        | Zweite                                                                 | Dritte                                                               |
| ---- | -------------------------- | -------------------------------------------------------------- | ---------------------------------------------------------------------- | -------------------------------------------------------------------- |
| 2006 | Bern                       | FC BernSimone Näf Zoë Näf Nicole Gerster                       |                                                                        |                                                                      |
| 2011 | Florimont, 29. Jan. 2011   | FC BernSimone Näf Scout Bosshard Ramona Grindat Gwendolyn Graf | SE SionTiffany Géroudet Lorraine Marty Justine Géroudet Clelia Bianchi | FG BaselTabea Steffen Laura Stähli Lara Imhof Anna-Katharina Obrecht |
| 2012 | Biel/Bienne, 14. Jan. 2012 | FG Basel                                                       | FG Luzern                                                              | SE Sion                                                              |
| 2013 | Zug, 8. Dez. 2012          | SE SionTiffany Géroudet Justine Géroudet Lorraine Marty        | FG Basel                                                               | FC Bern 1                                                            |
| 2022 | Biel/Bienne, 5. Juni 2022  | FC BernAngeline Favre Isabelle Burkard Léonie Ramuz            | SEB Basel                                                              | ZFC Zürich                                                           |

## Florett

### Herren Florett
| Jahr | Austragungsort          | Schweizermeister               | Zweiter                     | Dritter                                                     |
| ---- | ----------------------- | ------------------------------ | --------------------------- | ----------------------------------------------------------- |
| 2012 | St. Prex, 14. Apr. 2012 | Nicolas-Guy Kunz (CA Lausanne) | Leonard Stalder (CE Morges) | Jean-Sébastien Luy (CA Lausanne) Jonathan Doenz (CE Morges) |

### Herren Florett-Mannschaften
| Jahr | Austragungsort        | Mannschaftsmeister                                                                 | Zweiter                                               | Dritter                                                                      |
| ---- | --------------------- | ---------------------------------------------------------------------------------- | ----------------------------------------------------- | ---------------------------------------------------------------------------- |
| 2012 | St. Prex, 5. Mai 2012 | CA LausanneSamuel Campiche Pascal Favrod-Coune Nicolas-Guy Kunz Jean-Sébastien Luy | CE MorgesNicolas Buchs Jonathan Doenz Leonard Stalder | CA Lausanne IIAntoine Campiche Christian Dousse Pierre Jeandet Dominique Luy |

### Damen Florett
| Jahr | Austragungsort        | Schweizermeisterin            | Zweite                     | Dritte                                                 |
| ---- | --------------------- | ----------------------------- | -------------------------- | ------------------------------------------------------ |
| 2012 | St. Prex, 5. Mai 2012 | Olivia Geisseler (Zürcher FC) | Elia Fernandez (CE Morges) | Tiffany Matanovic (FS Flawil) Annik Faivre (FS Zürich) |

## Säbel

### Herren Säbel
| Jahr | Austragungsort            | Schweizermeister               | Zweiter                       | Dritter                                                    |
| ---- | ------------------------- | ------------------------------ | ----------------------------- | ---------------------------------------------------------- |
| 2011 | Châtelaine, 10. Apr. 2011 | Thomas Drouet (CH Châtelaine)  | Jean-Noël Gos (CH Châtelaine) | Ludovic Pittard (CE Founex) Quentin Lemoal (CH Châtelaine) |
| 2012 | Yverdon, 28. Apr. 2012    | Lothar Winiger (CH Châtelaine) | Ludovic Pittard (CE Founex)   | Jean-Noël Gos (CH Châtelaine) Loïc Riom (CH Châtelaine)    |

### Herren Säbel-Mannschaften
| Jahr | Austragungsort         | Schweizermeister | Zweiter   | Dritter            |
| ---- | ---------------------- | ---------------- | --------- | ------------------ |
| 2012 | Yverdon, 28. Apr. 2012 | CH Châtelaine    | CE Founex | Team Vevey/Yverdon |

### Damen Säbel
| Jahr | Austragungsort            | Schweizermeisterin                | Zweite                            | Dritte                                                       |
| ---- | ------------------------- | --------------------------------- | --------------------------------- | ------------------------------------------------------------ |
| 2011 | Châtelaine, 10. Apr. 2011 | Francesca Rushton (CH Châtelaine) | Camille De Salis (CE Yverdon)     | Maria Sapin-Dornacher (CE Romont) Lara De Salis (CE Yverdon) |
| 2012 | Yverdon, 28. Apr. 2012    | Camille De Salis (CE Yverdon)     | Francesca Rushton (CH Châtelaine) | Selma L’Orange (AF Zürich)                                   |